# Verbandsführer

Übliche Helmkennzeichnung

Der Verbandsführer (VF, VbF oder VbFü abgekürzt; ehemals Führer von Verbänden; in Österreich Verbandskommandant genannt) ist eine Einsatzkraft der Feuerwehr oder sonstiger Hilfsorganisationen zur Führung von taktischen Einheiten, deren Stärke die eines erweiterten Zuges übersteigt. Ein Zug besteht nach der Feuerwehr-Dienstvorschrift 3 aus bis zu drei Gruppen und Zugtrupp. Bei sonstigen Hilfsorganisationen und im Katastrophenschutz kann diese Obergrenze abweichend definiert sein. Je nach Größe des Verbands nennt man den Verbandsführer auch Bereitschaftsführer, Abteilungsführer oder Großverbandsführer.
Der Verbandsführer kann sich zur Erfüllung seiner Aufgaben eines Führungstrupps, einer Führungsstaffel, einer Führungsgruppe oder eines Führungsstabes als Führungsunterstützung bedienen. Er wird als Abschnitts- oder Einsatzleiter bei größeren Schadenslagen eingesetzt. Ein Verbandsführer wird immer dann eingesetzt, wenn beispielsweise zwei Züge miteinander in den Einsatz gehen (bei Hilfsorganisationen z. B. im Rahmen eines Behandlungsplatzes oder Betreuungsplatzes).
Die Ausbildung zum Verbandsführer dauert mindestens 35 Stunden. Die Feuerwehr-Dienstvorschrift 2 schreibt als Zugangsvoraussetzung die Qualifikation als Zugführer vor.